# Xã Kathio, Quận Mille Lacs, Minnesota
Xã Kathio (tiếng Anh: Kathio Township) là một xã thuộc quận Mille Lacs, tiểu bang Minnesota, Hoa Kỳ. Năm 2010, dân số của xã này là 1.627 người.